# L'Esquellica
L'Esquellica és una muntanya de 425 metres que es troba al municipi de La Cellera de Ter, a la comarca de la Selva.